# Верхний (Кореновский район)
Верхний — хутор в Кореновском районе Краснодарского края.
Входит в состав Раздольненского сельского поселения.

## География
Хутор расположен непосредственно к западу от административного центра поселения — станицы Раздольной на берегах реки Кирпили.

## Население
| 2002 | 2010 | 2021 |
| ---- | ---- | ---- |
| 537  | ↘489 | ↘403 |

- пер. Мирный,
- пер. Стеная,
- ул. Дружбы,
- ул. Зелёная,
- ул. Кавказская,
- ул. Ленина,
- ул. Первомайская.